# Kurt Mahler

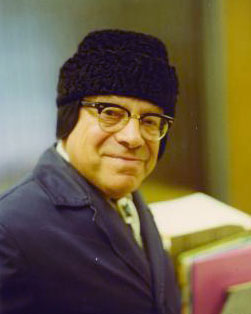
Kurt Mahler

Kurt Mahler (* 26. Juli 1903 in Krefeld; † 25. Februar 1988 in Canberra, Australien) war ein deutschstämmiger britischer Mathematiker, der sich vor allem mit Zahlentheorie beschäftigte (Theorie p-adischer Zahlen).

## Leben und Werk
Im Alter von fünf Jahren erkrankte Kurt Mahler an Tuberkulose. Aufgrund der gesundheitlichen Probleme – er musste mehrmals operiert werden und hatte fortan ein steifes Bein – verließ er als Dreizehnjähriger die Schule, um sich zum Werkzeugmacher ausbilden zu lassen. Nebenbei brachte er sich selbst mathematische Grundlagen in den Bereichen Analysis, analytische Geometrie und Trigonometrie bei, indem er Werke bedeutender Mathematiker wie Edmund Landau, David Hilbert oder Felix Klein las. Er hoffte, mithilfe seiner Ausbildung und der mathematischen Kenntnisse an einer technischen Universität studieren zu können.
Allerdings hatte Mahlers Vater heimlich die kleinen mathematischen Artikel, die Mahler schrieb, an den örtlichen Schuldirektor, einen Mathematiker, weitergegeben. Dieser sendete sie an Klein, bei dem er einst studiert hatte, der sie wiederum an Carl Ludwig Siegel weitergab. So konnte Mahler sich dank Siegels Fürsprache 1923 an der Universität Frankfurt für Mathematik einschreiben, wo er u. a. bei Max Dehn, Ernst Hellinger, Siegel und Otto Szász hörte. 1925 wechselte er nach Göttingen, wo er Vorlesungen von Emmy Noether, Richard Courant, Edmund Landau, Max Born, David Hilbert, Alexander Markowitsch Ostrowski, Werner Heisenberg hörte und als unbezahlter Assistent für Norbert Wiener tätig war. Seine Dissertation über Nullstellen der unvollständigen Gamma-Funktion, gewidmet dem Schuldirektor, veröffentlichte er 1929 in Frankfurt.
1933 wurde er nach Königsberg berufen, musste aber wegen seiner jüdischen Herkunft emigrieren und ging 1933/34 nach Manchester zu Louis Mordell. Ein Jahr später ging er nach Groningen, wo ein Fahrradunfall 1936 sein altes Knieleiden wieder hervorrief und er deshalb zur Erholung in die Schweiz weiterzog. 1937 kehrte er zurück nach Manchester, wurde aber 1940 drei Monate als „feindlicher Ausländer“ auf der Isle of Man interniert.
Nach seiner Rückkehr nach Manchester bekam Mahler 1941 eine Assistentenstelle, 1944 wurde er Dozent. 1946 wurde er britischer Staatsbürger, ein Jahr später erhielt er den ersten persönlichen Lehrstuhl der Universität. 1948 nahm die Royal Society Mahler auf. Mahler blieb bis 1963 in Manchester, ehe er eine Professorenstelle an der Australian National University in Canberra annahm. 1968 verließ er Australien, um an der Ohio State University in Columbus (Ohio) als Professor für Mathematik zu lehren. 1972 ging er in den Ruhestand und kehrte nach Australien zurück.
1934/35 bewies er das p-adische Analogon des Transzendenzbeweises von Alexander Gelfond für das siebte Hilbertproblem.
Mahler zeigte 1937, dass die Zahl 0,1234567891011.., die aus der Aneinanderreihung der Dezimalziffern aller natürlichen Zahlen entsteht, transzendent ist. Sein Hauptarbeitsgebiet waren die p-adischen Zahlen, diophantische Approximationen, Geometrie der Zahlen und Maße im Raum der Polynome. (Nach ihm benannt ist das Mahlersche Maß, welches Gegenstand der Lehmerschen Vermutung ist.) Von ihm stammt die Einteilung der transzendentalen Zahlen in S, T, U Klassen (die jeweils algebraisch unabhängig sind), wobei Mahler bewies, dass fast alle reellen Zahlen zur S-Klasse gehören (ein Beispiel ist die Eulersche Zahl e).
Nach ihm ist das Mahler-Volumen in der konvexen Geometrie benannt (ein unter linearen Transformationen invariantes Volumen, definiert für zentralsymmetrische konvexe Körper im euklidischen Raum) und die ungelöste Vermutung von Mahler besagt, dass es bei einem Hyperwürfel minimal ist.
Einer seiner Doktoranden ist Alf van der Poorten.

## Schriften
- Introduction to p-adic numbers and their functions (= Cambridge Tracts in Mathematics and Mathematical Physics. 64). Cambridge University Press, Cambridge u. a. 1973, ISBN 0-521-20001-6.
- Lectures on transcendental numbers (= Lecture Notes in Mathematics. 546). Edited and completed by B. Diviš and W. J. LeVeque. Springer, Berlin u. a. 1976, ISBN 3-540-07986-6.

## Auszeichnungen
- Mitglied der Royal Society (1948)[7]
- 1950 war er Invited Speaker auf dem Internationalen Mathematikerkongress (ICM) in Cambridge (Massachusetts) (Farey sections in the fields of Gauss and Eisenstein).
- Senior Berwick-Preis der London Mathematical Society (1950)
- De-Morgan-Medaille (1971)
- Lyle Medal der Australian Academy of Science (1977)
- Ehrenmitglied der Australian Mathematical Society (1986)